# クロハゲワシ
クロハゲワシ （黒禿鷲、学名：Aegypius monachus）は、タカ目タカ科クロハゲワシ属に分類される鳥類の1種である。本種のみでクロハゲワシ属を形成する。旧和名ハゲワシ。

## 分布

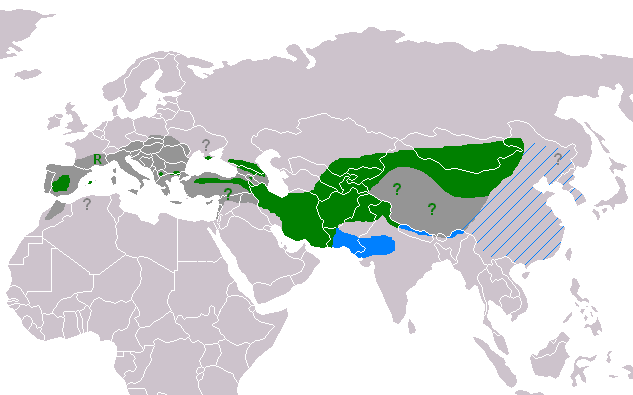
分布

ヨーロッパ南部からトルコ、中央アジア、チベット、中国東北部に分布する。大部分の個体は留鳥だが、一部の個体は冬季インドや西南アジアへ渡る。中国南部や朝鮮半島に飛来した記録もある。
日本では迷鳥として、北海道から沖縄まで各地で記録がある。ほとんどが、西日本の冬季に記録されている。

## 形態
オスは全長100 - 110 cm、翼開長は250 - 290cmで、日本で記録されたタカ科の鳥の中で一番大きい。全身が褐色の羽毛で覆われる。頚部は襟巻き状の羽毛で覆われる。
頭部には羽毛がなく灰色の皮膚が露出している。嘴は太く、鉤状になり先端部は黒い。嘴が黒色で基部は灰色。若鳥は嘴が灰色で基部は黄色か桃色。足は灰色、黄色、桃色のいずれか。

## 生態
乾燥した草原や高地に生息する。樹上に巣を作る。日本国内では、河口、農耕地、河原の木の上で単独で見られる。日中は上昇気流に乗って長時間帆翔する。
食性は肉食性で主に動物の死骸を食べるが、リクガメや小型哺乳類を捕食することもある。繁殖形態は卵生。
鳴くことはあまりないが、しわがれた声で「ピィーイ」と鳴く。

## 保全状況
NEAR THREATENED (IUCN Red List Ver. 3.1 (2001))
- ワシントン条約附属書II

## 人間との関係
生息地の開発により営巣のための樹木や獲物である動物の死骸が減少し、それに伴い生息数は減少している。
日本では熊本県山江村にて1972年12月23日に保護された迷鳥を、「タカちゃん」と名付け村のマスコットとして飼育していた。2014年11月10日に死亡。

## ギャラリー

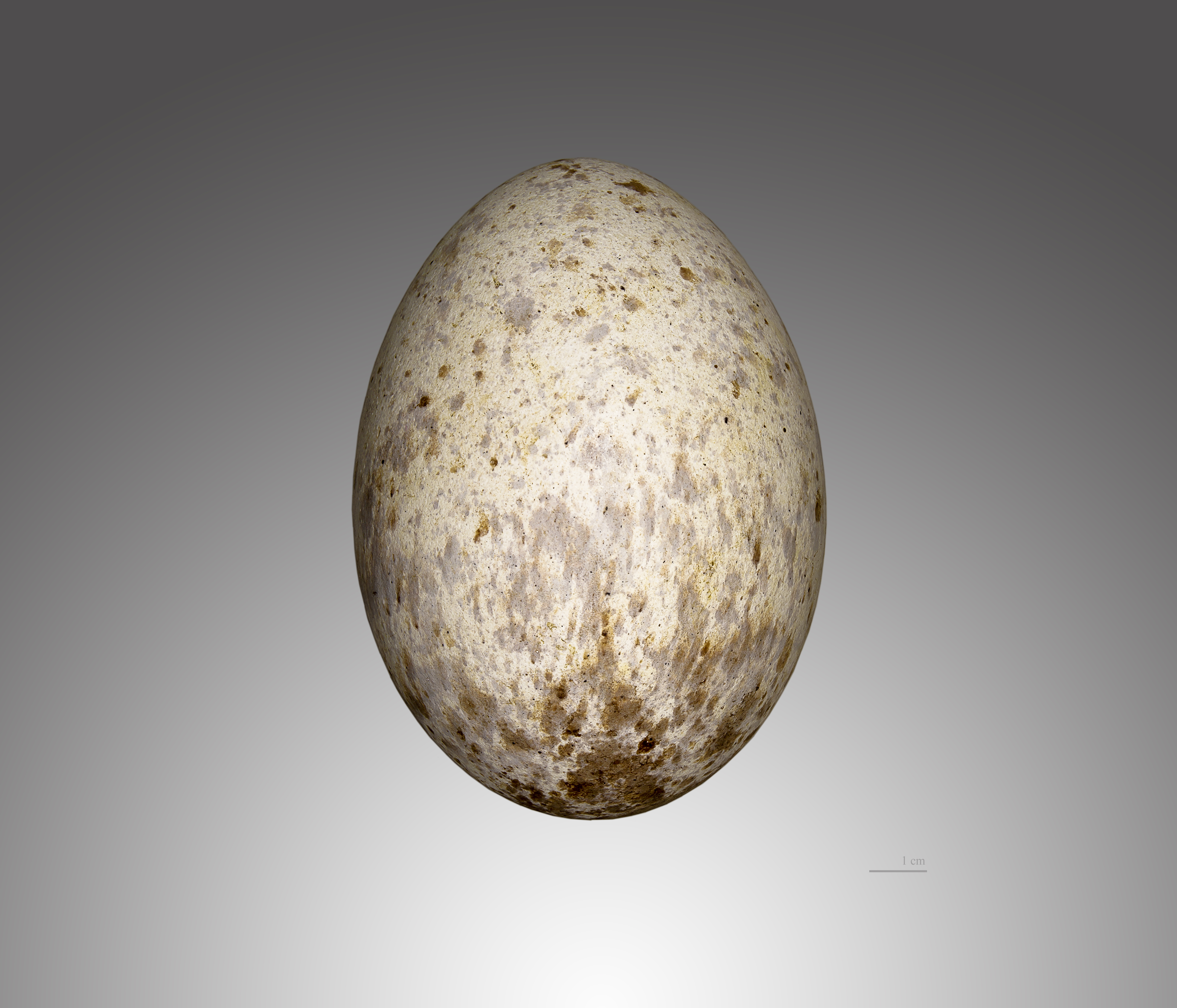
卵
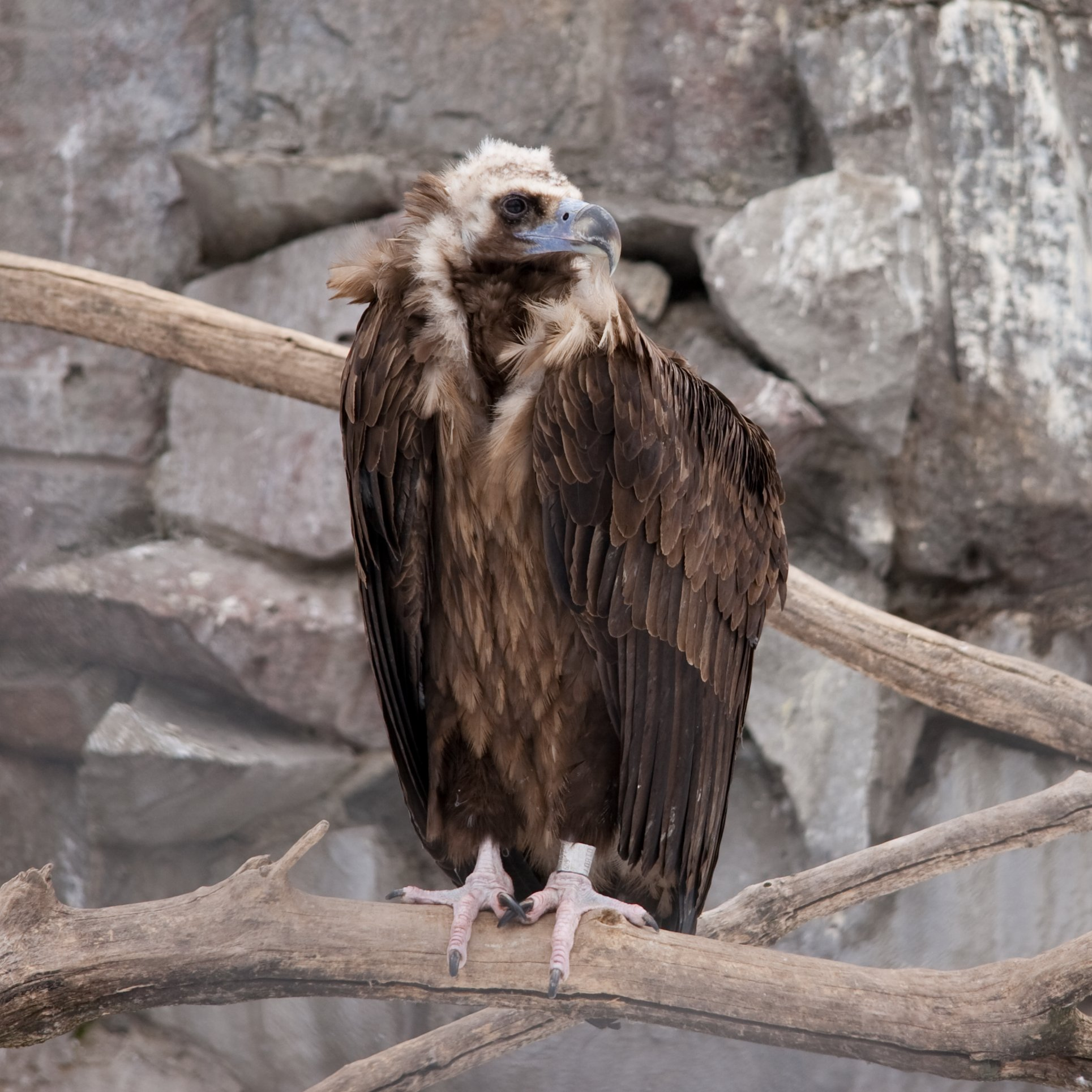
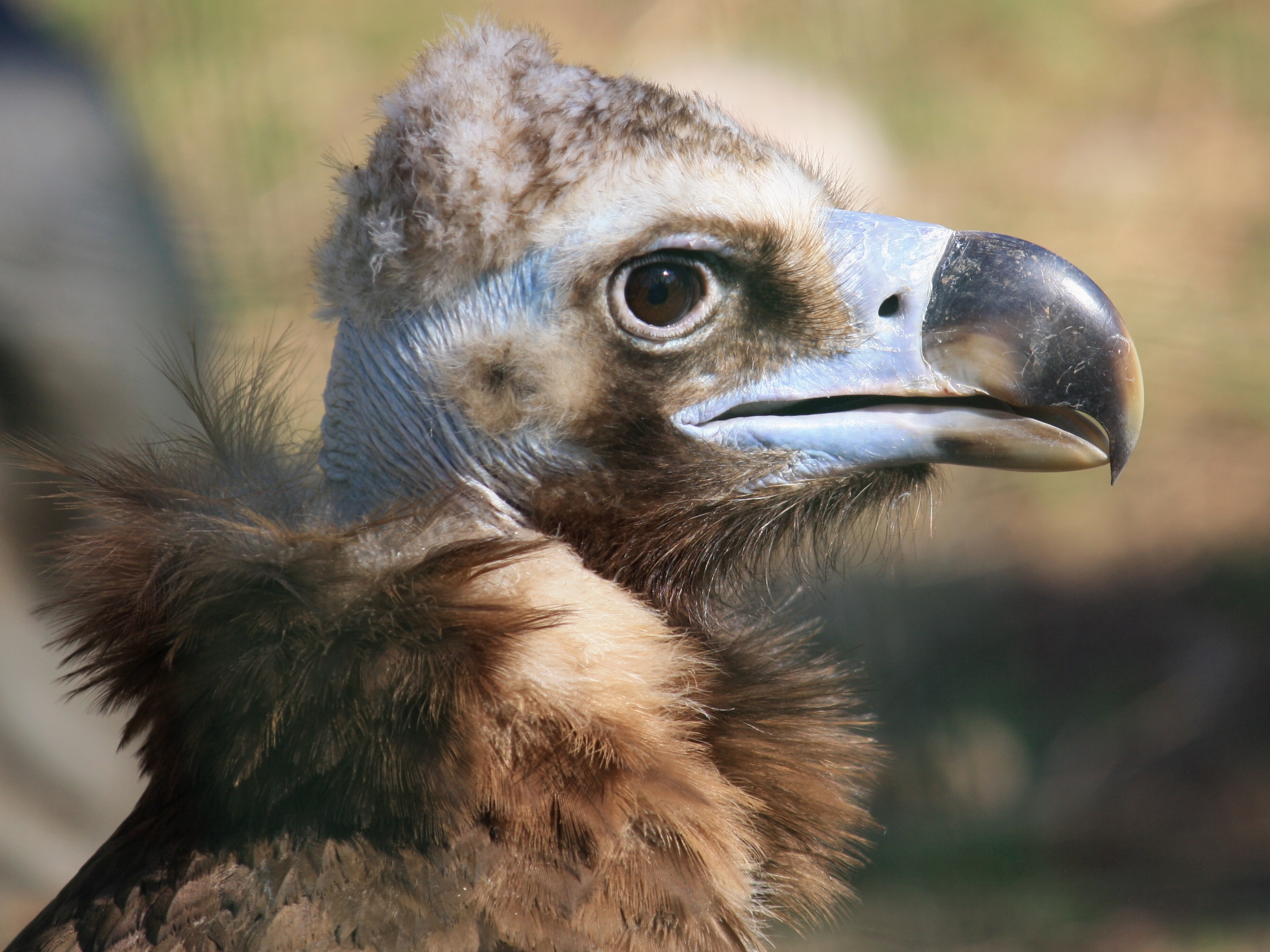
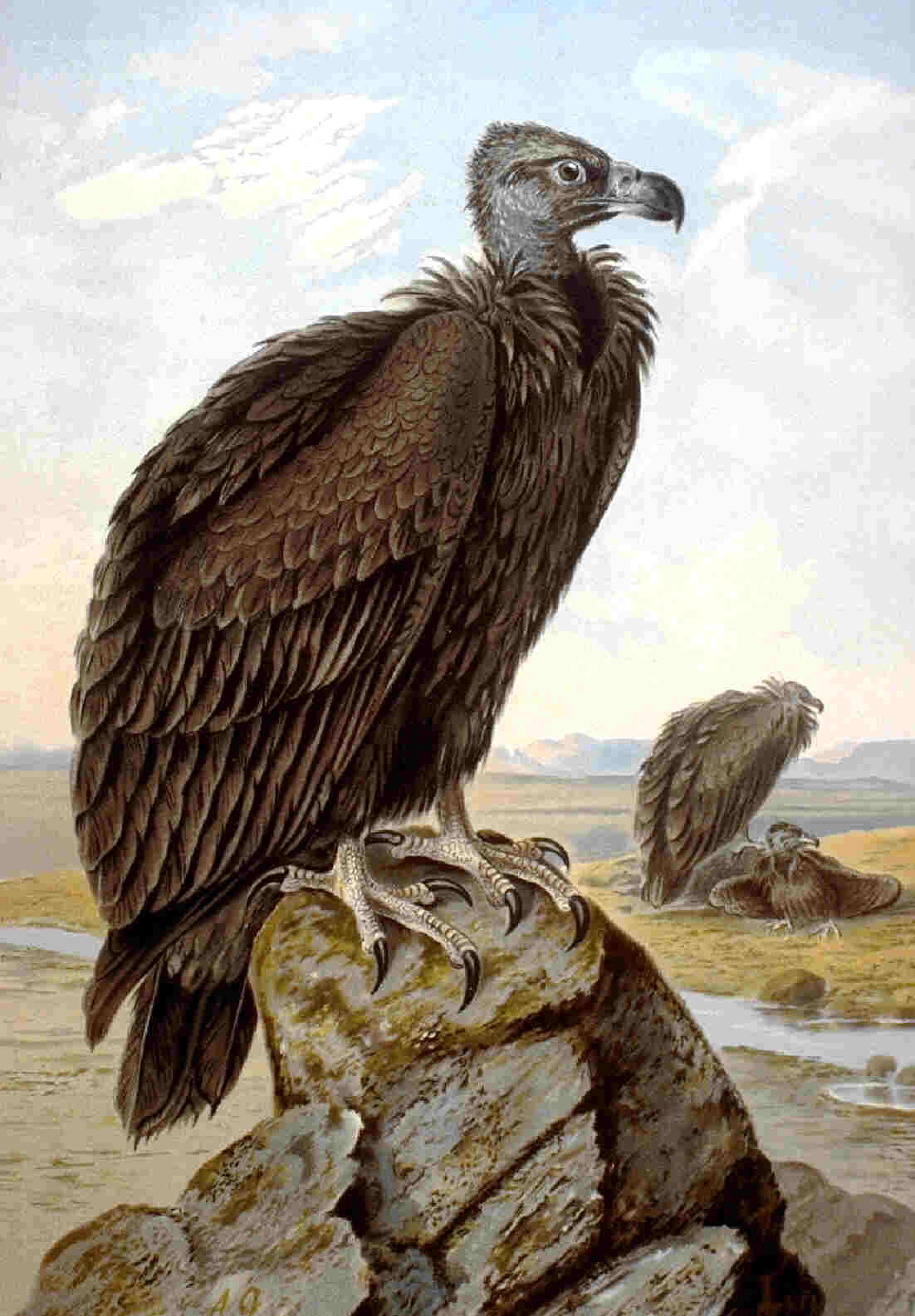
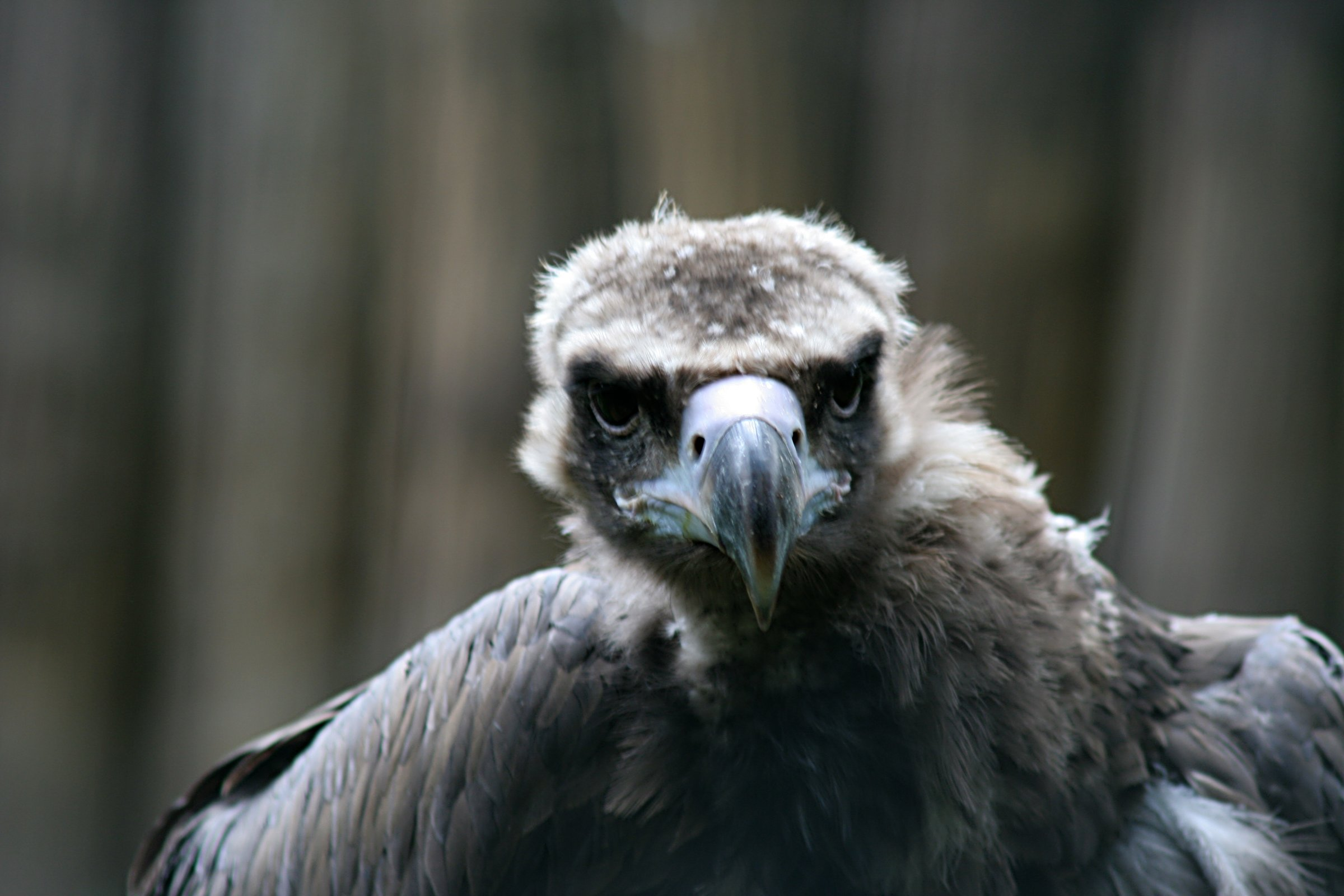
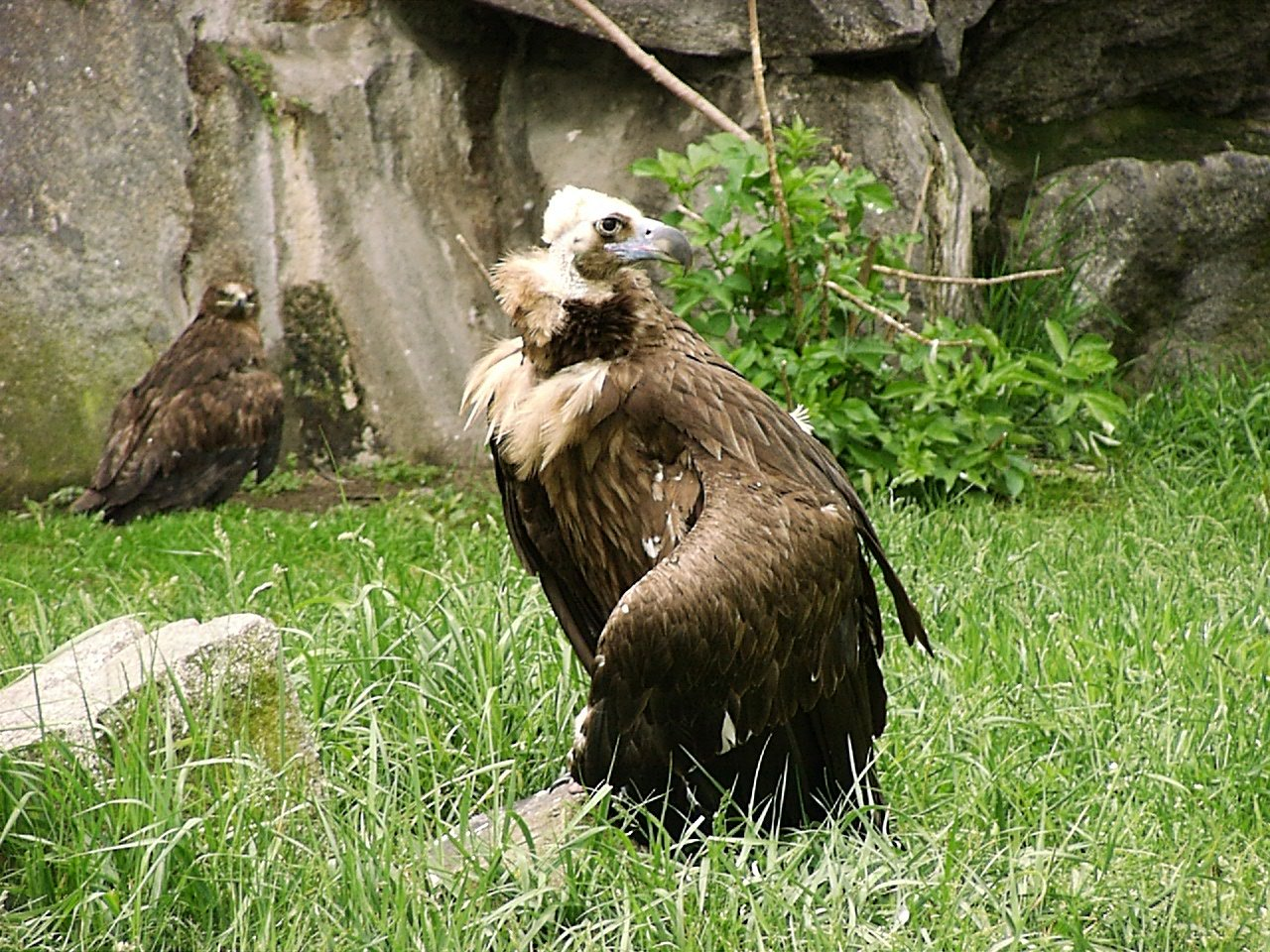
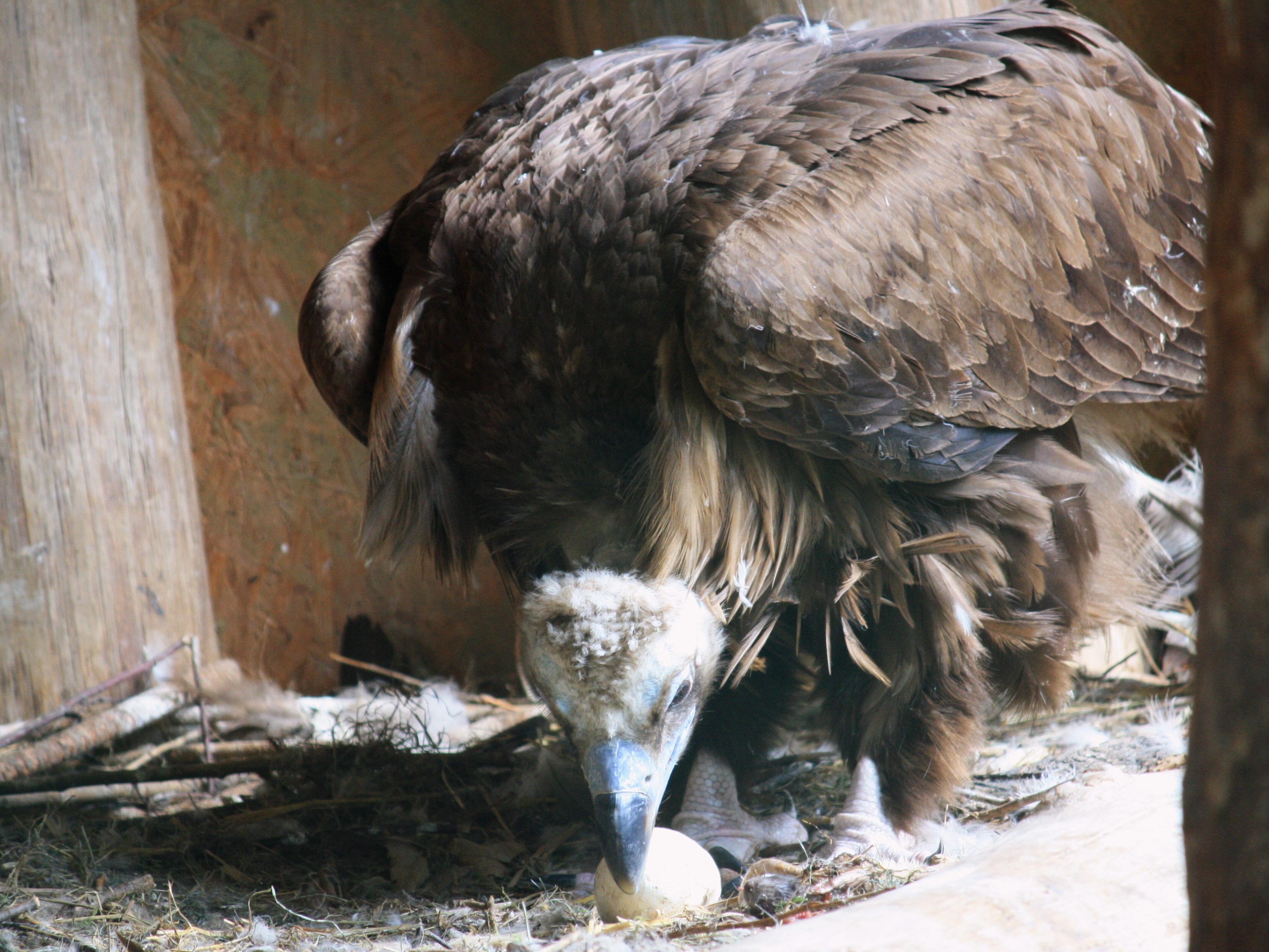